# Duperrea pavettifolia
Duperrea es un género monotípico de plantas con flores perteneciente a la familia de las rubiáceas. Incluye una sola especie: Duperrea pavettifolia que se encuentra en Asia.

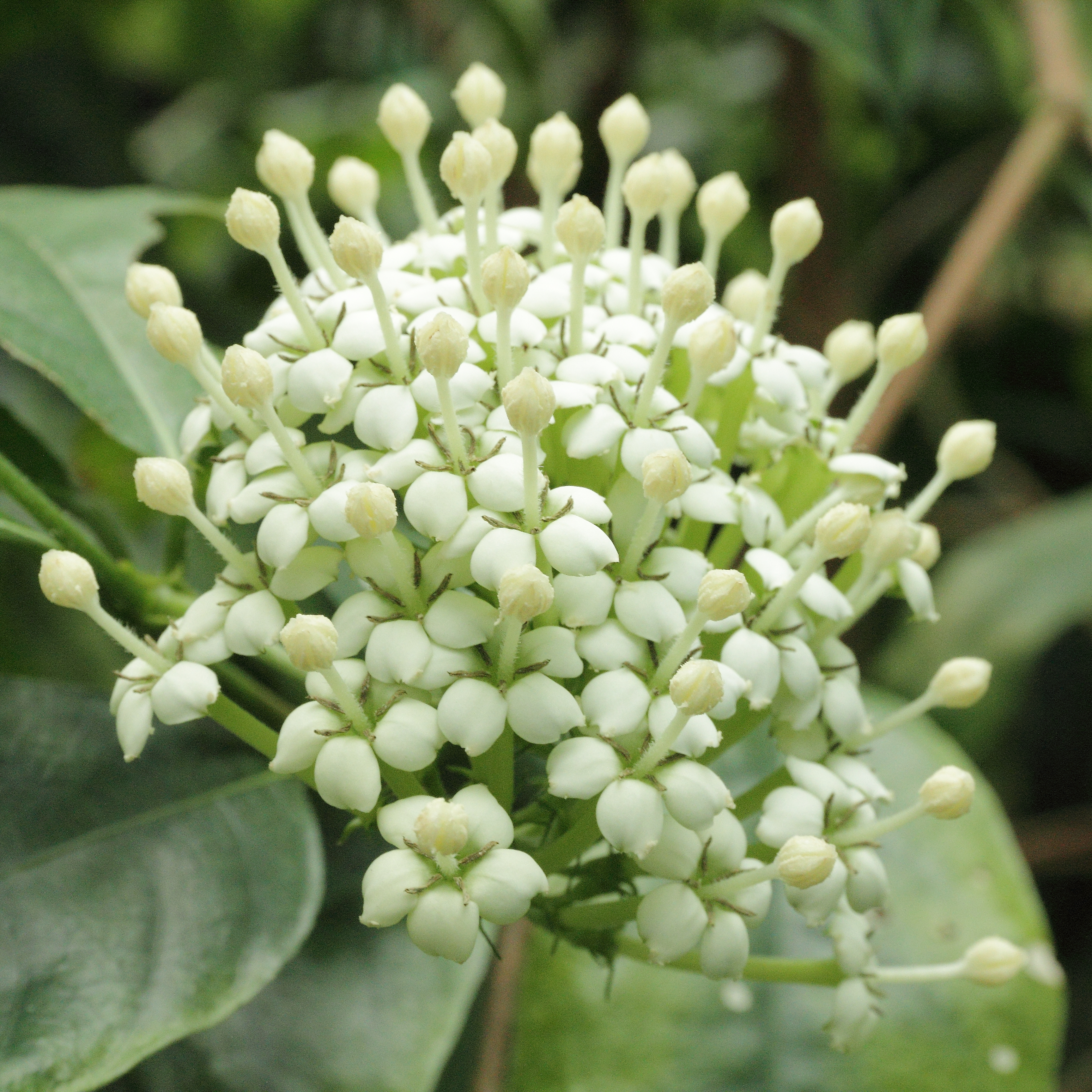
Flores

## Descripción
Es un arbusto erecto o pequeño árbol que alcanza un tamaño de 1,5-6 m de altura, las ramas ligeramente comprimidas. Pecíolo de 3-8 mm, las láminas de las hojas  membranosas a papiráceas, oblanceoladas a obovadas, elípticas o elíptico-oblongas, de 7-25 × 3-8.5 cm, el haz glabro a puberulento, el envés puberulento, la base cuneada a obtusa o redondeada, el ápice acuminado; venas secundarias con 7-12 pares; estípulas ovadas, de 6-10 mm. La inflorescencia densa, con pedúnculo de 1-2,5 cm; en parte ramificada, con brácteas lineales. Fruta de 10.7 × 10.12 mm. Fl. abril-junio, fr. septiembre-diciembre.

## Distribución y hábitat
Se encuentra en los bosques de frondosas de baja a elevaciones medias, a una altitud de 100-1100 metros en Guangxi, Hainan, Yunnan en China y en Camboya, Laos, Birmania, Tailandia y Vietnam.

## Taxonomía
Duperrea pavettifolia fue descrita por (Kurz) Pit. y publicado en Flore Générale de l'Indo-Chine 3: 334, en el año 1924.
Variedades aceptadas
- Duperrea pavettifolia var. pavettifolia
- Duperrea pavettifolia var. scabra Pit.

Sinonimia
- Ixora pavettifolia (Kurz) Craib
- Mussaenda pavettifolia Kurz basónimo[4]
- var. pavettifolia
- Duperrea insignis Pierre ex Pit.
- Duperrea pavettifolia f. mollissisima H.Chu
- var. scabra Pit.
- Duperrea scabrida Craib
- Ixora debilis Drake